# Boulevard du Général-d'Armée-Jean-Simon
Le boulevard du Général-d'Armée-Jean-Simon est un boulevard du 13e arrondissement de Paris. C’est une partie des boulevards dits « des Maréchaux ».

## Situation et accès
Il reprend la partie du boulevard Masséna comprise entre, d'une part, les quais Panhard-et-Levassor et d'Ivry au niveau de la porte de la Gare et, d'autre part, la porte de Vitry. Le boulevard forme un viaduc qui franchit les voies de la gare de Paris-Austerlitz et surplombe le sud du quartier Paris Rive Gauche. Il est prolongé à l'est par le pont National.
Les tramways de la ligne T3a circulent sur le boulevard, qui est desservi par les stations Maryse Bastié et Avenue de France.

## Origine du nom
Sa dénomination rend hommage au général Jean Simon (1912-2003), officier de l'Armée de terre et de la Légion étrangère, membre des Forces françaises libres.

## Historique
Ancienne « voie CA/13 », voie projetée du plan de l'opération d'aménagement de Paris Rive Gauche, le boulevard prend son nom actuel le 2 août 2005.

## Bâtiments remarquables et lieux de mémoire
- Au no 26, la place Keith-Haring ;
- Au no 36, la tour M6B2, dite « tour de la Biodiversité », construite par l'architecte Édouard François pour Paris Habitat en 2015, est un immeuble de grande hauteur, végétalisé, comprenant des logements sociaux[2].